# Steuerberatungsgesetz
Das Steuerberatungsgesetz (StBerG) regelt die entgeltliche (aber auch nebenberufliche oder unentgeltliche) Hilfeleistung (d. h. Beratung und Vertretung) in Steuersachen durch Steuerberater, Steuerbevollmächtigte, Rechtsanwälte, niedergelassene europäische Rechtsanwälte, Wirtschaftsprüfer und vereidigte Buchprüfer sowie dazu befugte Gesellschaften, d. h. Partnerschaftsgesellschaften, deren Partner ohne Ausnahme jedenfalls eine der vorbenannten Berufsträgereigenschaften erfüllen sowie Rechtsanwaltsgesellschaften, Steuerberatungsgesellschaften, Wirtschaftsprüfungsgesellschaften und Lohnsteuerhilfevereine in Deutschland.

## Inhalt des Gesetzes
Im Gesetz werden insbesondere geregelt:
- Einschränkungen des Kreises der zur geschäftsmäßigen Hilfeleistung in Steuersachen befugten Personen
- Aufstellung von Voraussetzungen für die Berufszulassung und die Berufsausübung
- Zulassung der Sonderformen Lohnsteuerhilfeverein und Steuerberatungsgesellschaft
- Festlegung bestimmter Rechte und Berufspflichten des Beraters
- Normierung der Berufsgerichtsbarkeit
- Normierung der gesetzlichen Stellung des Steuerberaters als unabhängiges Organ der Steuerrechtspflege

Für den Berufsstand der Steuerberater außerdem maßgeblich ist eine selbstauferlegte Berufsordnung (BOStB) für Steuerberater und Steuerbevollmächtigte, die Zweifels- und Auslegungsfragen regelt und darüber hinaus die Grundsätze der Berufsethik festlegt.

## Gesetzesänderungen
Im August 2006 legte das Bundesministerium der Finanzen den Referentenentwurf eines Achten Gesetzes zur Änderung des Steuerberatungsgesetzes vor. Ziel war eine Liberalisierung des Berufsrechts der Steuerberater. Da das Gesetzgebungsverfahren wegen unterschiedlicher Ansichten zu geplanten Befugniserweiterungen für Nicht-Steuerberater ins Stocken gekommen war, brachte der Bundesrat im Herbst 2007 auf Initiative Bayerns einen weitgehend inhaltsgleichen Gesetzesvorschlag ein, jedoch ohne die betreffenden Befugniserweiterungen. Auch der am 19. September 2007 beschlossene Entwurf der Bundesregierung sah jene Befugniserweiterungen nicht mehr vor. Der Bundestag beschloss den Gesetzentwurf der Bundesregierung in der geänderten Fassung des Finanzausschusses am 24. Januar 2008. Die Annahme durch den Bundesrat erfolgte am 15. Februar 2008. Am 11. April 2008 wurde das Achte Gesetz zur Änderung des Steuerberatungsgesetzes vom 8. April 2008 im Bundesgesetzblatt verkündet. Das Gesetz trat am Tag nach der Verkündung in Kraft. Die Gesetzesänderung eröffnet im § 58 Satz 2 Nr. 5a StBerG für Steuerberater die Möglichkeit, als Syndikus-Steuerberater zu fungieren und in Bürogemeinschaft mit anderen Angehörigen freier Berufe oder auch Lohnsteuerhilfevereinen zu arbeiten und in der Rechtsform der GmbH & Co. KG aufzutreten.